# Міжштатна автомагістраль 75
Міжштатна автомагістраль 75 (Interstate 75, I-75) — головна автодорога з півночі на південь у південно-східному районі США та у районі Великих озер. Вона прямує від державних доріг 826 (англ. State Road 826) та 924 (англ. State Road 826) у Флориді, неподалік Маямі до Су-Сент-Марі, Мічиган (англ. Sault Ste. Marie), що на кордоні з Онтаріо. Interstate 75 є сьомим шосе за довжиною після Interstate 95 та проходить через шість штатів: Флорида, Джорджія, Теннессі, Кентуккі, Огайо та Мічиган.
Через інтенсивність руху більшість шосе має шість смуг навіть у міській зоні. Найдовший сегмент шести-смугової (чи більше) дороги в США знаходиться між Вайлдвудом, Флорида до перетину з I-24 у районі Чатануги з використанням I-475 для об'їзду Мейкону, хоча цей сегмент має винятки (по дві смуги на ділянці у кілька миль) біля розділу I-75/I-475.